# تثبيت خارجي

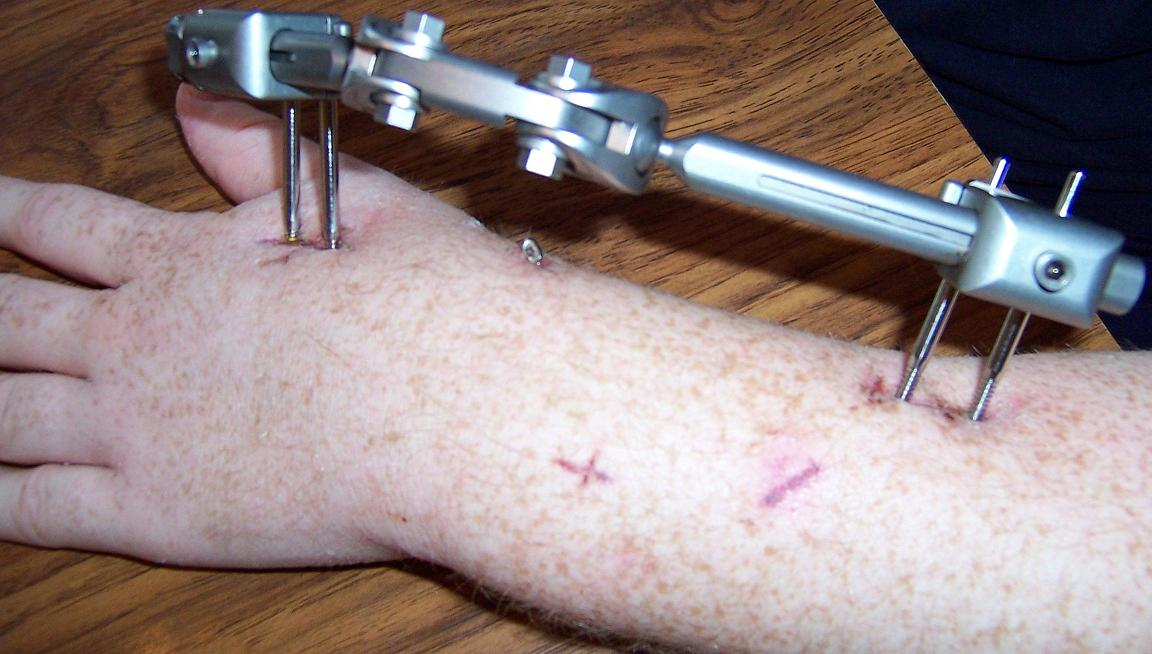
مثبت خارجي مستخدم لعلاج كسر بأسفل عظمة الكعبرة

التثبيت الخارجي (بالإنجليزية: External fixation)‏ هو أسلوب جراحي يستخدم لتثبيت كسور العظام باستخدام جهائز تدعم العظم من الخارج.

## وصف الطريقة

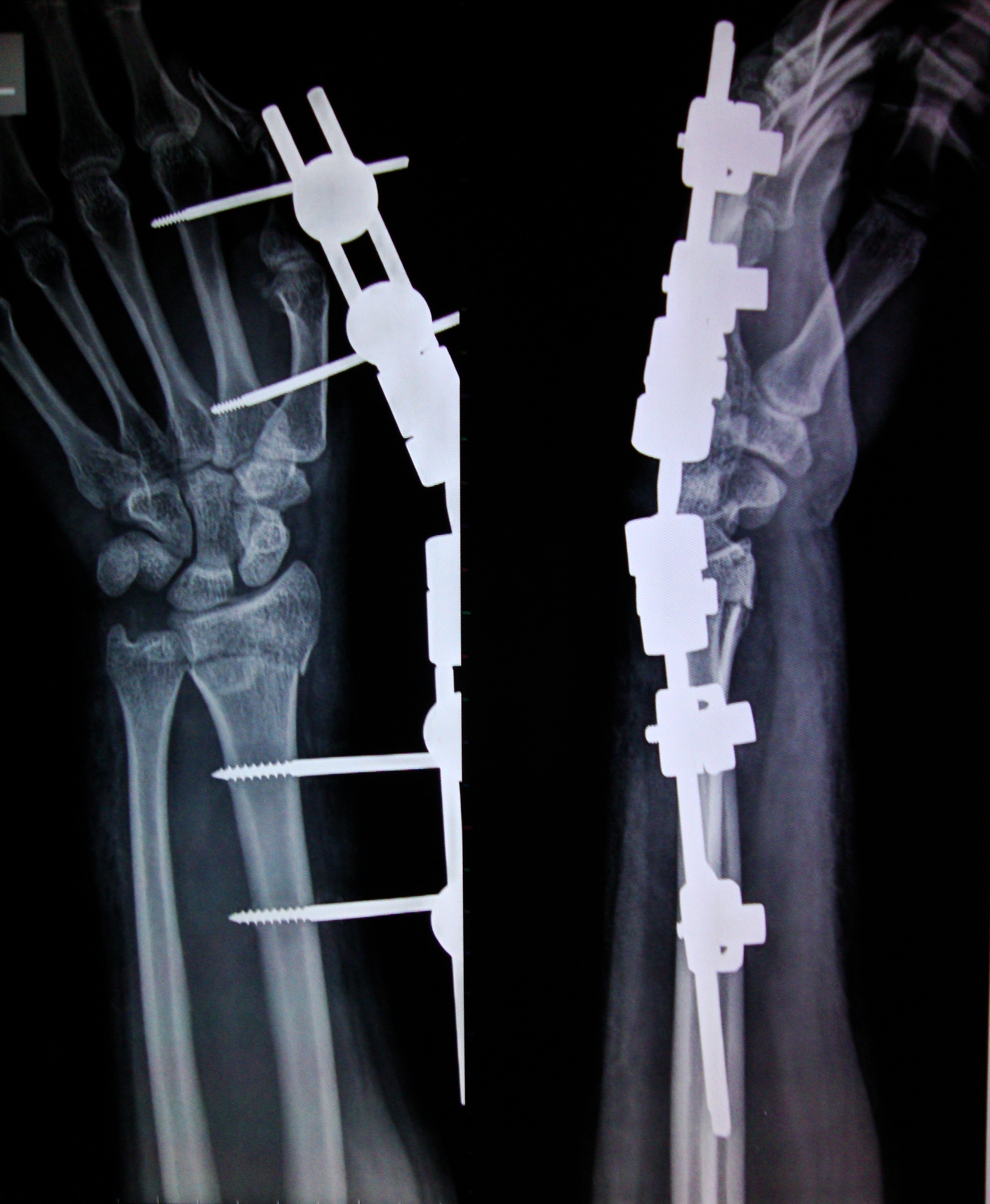
صورة بالأشعة السينية لكسر كولس مثبت باستخدام مثبت خارجي

يجرى هذا النوع من رد الكسور في غرفة العمليات تحت تعقيم جراحي كامل، وتحت تخدير كلي أو جزئي في الأغلب. وفيه تُثقب ثقوب في أجزاء غير مكسورة من العظمة أعلى الكسر وأسفله، ويجري إدخال مسامير أو أسلاك معينة في هذه الثقوب، ثم توصل بهذه المسامير والأسلاك قضبان أو أجزاء معدنية دائرية أو شبه دائرية ذات مفاصل لتدعيمها من الخارج. وتسوغ هذه المفاصل الخارجية تعديل وضع الكسر من الخارج دون اللجوء إلى الشق الجراحي.
أما إزالة الهيكل الخارجي والمسامير من العظم بعد اكتمال الشفاء فيتم خارج غرف العمليات وباستخدام مفاتيح خاصة ودون أي تخدير.
عادة يستخدم التثبيت الخارجي في الحالات التي يحظر فيها التثبيت الداخلي، ومن هذه الحالات الكسور المفتوحة، أو كعلاج مؤقت لحين تحسن حالة الطرف المصاب.
كما يستخدم التثبيت الخارجي أيضاً في عمليات تطويل الأطراف وذلك بعد إحداث «كسر اصطناعي» في العظمة ثم تركيب المثبت الخارجي بنفس الطريقة الموصوفة سابقاً، ثم يستخدم المثبت الخارجي لمباعدة طرفي العظمة تدريجياً ملليمترات يومياً أو أسبوعياً (سحب الدشبذ). وقد يستغرق هذا الإجراء عدة شهور لإحداث الأثر المرجو.

## التاريخ
منذ حوالي 2400 عام وصف أبقراط طريقة للتثبيت الخارجي هدفها تجبير كسور الظنبوب، وكانت الجهيزة المستخدمة تتكون من حلقتين من الجلد المصري تثبت بإحكام، إحداهما حول الجزء الداني والأخرى حول الجزء القاصي من العظمة وتوصل بأعواد خشبية.
وفي سنة 1840 ابتكر جان-فرانسوا مالغيني مسماراً يُدخل في القصبة ويثبت بأحزمة بهدف تجبير كسور الظنبوب، ثم استخدم سنة 1843 جهيزة شبيهة بالمخلب لتثبيت كسور الرضفة من الخارج.
كما قام كلايتون باركهيل (في دنفر بولاية كولورادو الأمريكية عام 1894) وألبين لامبوت (في بلجيكا عام 1902) ـ كلّ على حدة ـ بابتكار المفهوم الحديث للتثبيت الخارجي وحيد الجانب، وكان لامبوت هو أول من استخدم الدبابيس المحلزنة، وكانت جهيزته تتطلب رداً مفتوحاً للكسر قبل إدخال الدبابيس والمثبت الخارجي.
وفي سنة 1938 أدرك راؤول هوفمان (في جنيف بسويسرا) ـ مستفيداً من أبحاث قام بها آخرون ـ أنه لا بد من إدخال تعديلات كبيرة على المثبتات الخارجية كي تكون ذات نفع عملي أكبر، فطور تقنية قائمة على الرد المغلق للكسر ثم استخدام دبابيس تُدخل في العظمة من خلال الجلد دون استخدام المشرط لفتح الجلد في أية مرحلة. وكانت طريقة هوفمان هي أول تطبيق لما يسمى اليوم بالجراحة العظمية ذات التدخل المحدود.
وفي خمسينيات القرن العشرين طور غافرييل إليزاروف (في كورغان بالاتحاد السوفييتي) طريقة جديدة لعلاج الكسور والتشوهات وغيرها من أمراض العظام، استخدم فيها إطراً معدنية تحيط بالطرف المعني وتتصل بالعظم باستخدام دبابيس متقاطعة تخترق العظمة المراد علاجها، وتوصل تلك الحلقات الخارجية ببعضها البعض باستخدام قضبان محلزنة ومفصلات تسمح بتعديل وضع الأجزاء العظمية من الخارج دون اللجوء إلى الشق الجراحي على مكان الكسر، ثم تثبت أجزاء الكسر في وضع ثابت حتى يكتمل التئامها.